# ینتیس (تگزاس)
ینتیس، تگزاس(به انگلیسی: Yantis, Texas) شهری در ایالت تگزاس از ایالات جنوبی ایالات متحده آمریکا است. در سرشماری سال ۲۰۰۰، جمعیت این شهر ۳۲۱ نفر اعلام شد.